# Joseph Utsler
Joseph Utsler, född 14 oktober 1974. mer känd som Shaggy 2 Dope, är en amerikansk rappare, medlem i duon Insane Clown Posse (tillsammans med Violent J) och medgrundare av skivbolaget Psychopathic Records. Han har även gjort två soloalbum.

## Diskografi
- 1994 - Fuck Off
- 2006 - F.T.F.O.